# Mutinaite
La mutinaite è un minerale appartenente al gruppo delle zeoliti.

## Etimologia
Il nome richiama Mutina, la denominazione latina della città di Modena, fra i luoghi più rilevanti della ricerca sulle zeoliti.